# Schüpfbachtalbrücke
Die Schüpfbachtalbrücke führt die Bundesautobahn 81 bei Heckfeld, einem Stadtteil von Lauda-Königshofen im Main-Tauber-Kreis in Baden-Württemberg, über das Schüpfbachtal am Heckfelder See.

## Geschichte
Die Schüpfbachtalbrücke wurde von Juni 1969 bis Oktober 1972 errichtet. Die Baukosten betrugen 5,8 Millionen Mark. Ab 2016 erfuhr die Brücke teure Notinstandsetzungen in Höhe von etwa 3,5 Millionen Euro, die laut Experten einen erforderlichen Neubau in den 2020er Jahren jedoch nicht abwenden können.

## Sonstiges
Etwa 1,7 Kilometer vor der Schüpfbachtalbrücke liegt die Muckbachtalbrücke, die sich ebenfalls auf der Heckfelder Gemarkung befindet.